# Antoine Colassin
Antoine Colassin (Ottignies-Louvain-la-Neuve, 26 febbraio 2001) è un calciatore belga, attaccante del  Charleroi.

## Carriera

### Club
Cresciuto nei settori giovanili di Charleroi e Anderlecht, il 5 giugno 2019 ha firmato il primo contratto professionistico con i bianco-malva, di durata triennale. Ha esordito in prima squadra il 19 gennaio 2020, nella partita di Pro League persa per 1-2 contro il Club Bruges, segnando l'unica rete della sua squadra.
Il 26 luglio seguente prolunga fino al 2025; il 21 gennaio 2021 viene ceduto in prestito fino al termine della stagione allo Zulte Waregem.
Dopo aver trascorso una stagione ai margini della rosa dell'Anderlecht, il 30 agosto 2022 passa a titolo temporaneo all'Heerenveen.
Il 30 agosto 2024 viene ceduto a titolo definitivo al Beerschot VA.

### Nazionale
Ha giocato nelle nazionali giovanili belghe Under-15, Under-16, Under-17, Under-18, Under-19 ed Under-21.

## Statistiche

### Presenze e reti nei club
Statistiche aggiornate al 9 ottobre 2022.
| Stagione          | Squadra           | Campionato        | Campionato | Campionato | Coppe nazionali | Coppe nazionali | Coppe nazionali | Coppe continentali | Coppe continentali | Coppe continentali | Altre coppe | Altre coppe | Altre coppe | Totale | Totale | Totale |
| Stagione          | Squadra           | Comp              | Pres       | Reti       | Comp            | Pres            | Reti            | Comp               | Pres               | Reti               | Comp        | Pres        | Reti        | Pres   | Reti   |        |
| ----------------- | ----------------- | ----------------- | ---------- | ---------- | --------------- | --------------- | --------------- | ------------------ | ------------------ | ------------------ | ----------- | ----------- | ----------- | ------ | ------ | ------ |
| 2019-2020         | Anderlecht        | D1                | 4          | 3          | CB              | 0               | 0               | -                  | -                  | -                  | -           | -           | -           | 4      | 3      |        |
| 2020-gen. 2021    | Anderlecht        | D1                | 7          | 0          | CB              | 0               | 0               | -                  | -                  | -                  | -           | -           | -           | 7      | 0      |        |
| gen.-giu. 2021    | Zulte Waregem     | D1                | 10         | 0          | CB              | 1               | 0               | -                  | -                  | -                  | -           | -           | -           | 11     | 0      |        |
| 2021-2022         | Anderlecht        | D1                | 0          | 0          | CB              | -               | -               | UECL               | -                  | -                  | -           | -           | -           | 0      | 0      |        |
| Totale Anderlecht | Totale Anderlecht | Totale Anderlecht | 11         | 3          |                 | 0               | 0               |                    | -                  | -                  |             | -           | -           | 11     | 3      |        |
| ago. 2022         | RSCA Futures      | D2                | 3          | 0          | -               | -               | -               | -                  | -                  | -                  | -           | -           | -           | 3      | 0      |        |
| ago. 2022-2023    | Heerenveen        | E                 | 4          | 0          | CO              | 0               | 0               | -                  | -                  | -                  | -           | -           | -           | 4      | 0      |        |
| Totale carriera   | Totale carriera   | Totale carriera   | 28         | 3          |                 | 1               | 0               |                    | 0                  | 0                  |             | -           | -           | 29     | 3      |        |